# Anthelme II de Clermont
Anthelme de Clermont († 1349) est un prélat du XIVe siècle, évêque de Maurienne, sous le nom Anthelme II afin de le distinguer d'Anthelme de Clermont (évêque pour la période 1262-1269).

## Biographie
Anthelme de Clermont est prieur de Chamoux lorsqu'il est choisi par le Chapitre comme successeur de l'évêque Aimon de Miolans, mort en décembre 1334, à la tête du diocèse de Maurienne,,, sous le nom d'Anthelme II,. Joseph-Antoine Besson (1759) l'appelle Anteleme III.
L'évêque Aimon de Miolans est l'oncle d'Anthelme,. Besson précise, dans son Mémoires pour l'histoire ecclésiastique des diocèses de Genève…, que tout comme Anthelme de Clermont, il fait partie de la famille famille noble de Clermont.
Il entre en fonction en 1335. La nomination est confirmée la même année par le pape Benoît XII. Dès le début de son épiscopat, il doit confirmer, auprès du nouveau comte Aymon de Savoie, le traité passé à propos du pouvoir temporel sur le diocèse.
Cet évêque apparaît régulièrement dans l'entourage des comtes de Savoie. Il est présent dans un traité de 1338, où il appose son sceau. Il est choisi par Aymon de Savoie pour être l'un de ses exécuteurs testamentaires, dans le testament du comte du 11 juin 1343,. Le comte meurt quelques mois plus trad. Anthelme est présent, en 1346, pour la signature du contrat de mariage du fils du comte, Amédée,, alors mineur, et dont la régence a été placée entre les mains des grands seigneurs.
Au cours de l'année 1344, il négocie avec le Conseil de régence son droit temporel sur des villages de Maurienne, Montbéranger (Le Châtel), Villarbernon et la Traversaz (Saint-Michel-de-Maurienne).
Anthelme de Clermont meurt en 1349.